# Gran Premio di Abu Dhabi 2010
Il Gran Premio di Abu Dhabi 2010 si è corso domenica 14 novembre 2010 sul circuito di circuito di Yas Marina che sorge sull'Isola Yas, negli Emirati Arabi Uniti. Questo è stato l'ultimo gran premio della stagione 2010, nonché l'ultimo per gli pneumatici Bridgestone, che dal 2011 verranno rimpiazzati dagli pneumatici italiani Pirelli. La gara è stata vinta dal tedesco Sebastian Vettel su RBR-Renault, davanti a Lewis Hamilton e Jenson Button, entrambi su McLaren-Mercedes. Con tale vittoria Vettel si è aggiudicato il mondiale piloti. Inoltre è stata l'ultima gara in F1 per Lucas Di Grassi e Christian Klien.
La Formula One Management e l'Abu Dhabi Media Company hanno ricevuto, grazie a questo gran premio, il Television Trophy per il 2010, per le migliori riprese televisive della stagione di Formula 1 2010.

## Vigilia

### Sviluppi per il 2011
Viene confermata la cessione di una quota azionaria della scuderia Virgin Racing alla casa automobilistica russa Marussia Motors. La Scuderia Ferrari indica il pilota francese Jules Bianchi quale collaudatore per la stagione 2011.

### Analisi per il campionato piloti
Sono quattro i piloti che ancora possono aggiudicarsi il titolo di campione del mondo piloti di Formula 1.
Fernando Alonso può laurearsi campione del mondo piloti se:
- vince o giunge secondo.
- termina terzo o quarto, con Webber che non vince.
- termina quinto e né Webber che Vettel vincono.
- termina sesto con Vettel che non vince e Webber che non giunge tra i primi due.
- termina settimo o ottavo, e Vettel non vince e Webber non giunge a podio.
- termina nono con Vettel che non giunge fra i primi due e Webber tra i primi quattro.
- termina decimo, o peggio, e Vettel non giunge fra i primi due e Webber tra i primi cinque e Hamilton non vince.

Mark Webber per laurearsi campione deve:
- vincere e Alonso non giungere secondo.
- terminare secondo, con Vettel che non vince e Alonso che non fa meglio di sesto.
- terminare terzo, con Vettel che non vince e Alonso che non fa meglio di settimo.
- terminare quarto, con Vettel che non vince ad Alonso che non fa meglio di nono.
- terminare quinto, con Vettel che non giunge tra i primi due e Alonso che giunge decimo o fuori dalla zona dei punti.

Sebastian Vettel vince il titolo se:
- vince e Alonso non giunge fra i primi quattro.
- arriva secondo, con Webber che non giunge tra i primi quattro e Alonso che non fa meglio di nono.

Lewis Hamilton può laurearsi campione se:
- vince e Alonso non fa punti, Vettel non giunge fra i primi due e Webber tra i primi cinque.[4]

| Pos | Pilota           | 1º | 2º | 3º | 4º | 5º | 6º | 7º | 8º | 9º | 10º | Punti |
| --- | ---------------- | -- | -- | -- | -- | -- | -- | -- | -- | -- | --- | ----- |
| 1   | Fernando Alonso  | 5  | 2  | 3  | 2  | 0  | 1  | 0  | 2  | 0  | 0   | 246   |
| 2   | Mark Webber      | 4  | 4  | 2  | 0  | 1  | 2  | 0  | 2  | 1  | 0   | 238   |
| 3   | Sebastian Vettel | 4  | 2  | 3  | 3  | 0  | 1  | 1  | 0  | 0  | 0   | 231   |
| 4   | Lewis Hamilton   | 3  | 4  | 1  | 2  | 2  | 2  | 0  | 0  | 0  | 0   | 222   |

| Pilota           | Risultato (punti totali) | Risultato (punti totali) | Punti massimi dei rivali (punti totali nel caso) | Punti massimi dei rivali (punti totali nel caso) | Punti massimi dei rivali (punti totali nel caso) | Punti massimi dei rivali (punti totali nel caso) |
| Pilota           | Risultato (punti totali) | Risultato (punti totali) | Alonso                                           | Webber                                           | Vettel                                           | Hamilton                                         |
| ---------------- | ------------------------ | ------------------------ | ------------------------------------------------ | ------------------------------------------------ | ------------------------------------------------ | ------------------------------------------------ |
| Fernando Alonso  | 1º                       | 271                      |                                                  | -                                                | -                                                | -                                                |
| Fernando Alonso  | 2º                       | 264                      | -                                                | -                                                | -                                                |                                                  |
| Fernando Alonso  | 3º                       | 261                      | 2º (256)                                         | -                                                | -                                                |                                                  |
| Fernando Alonso  | 4º                       | 258                      | 2º (256)                                         | -                                                | -                                                |                                                  |
| Fernando Alonso  | 5º                       | 256                      | 2º (256)                                         | 2º (249)                                         | -                                                |                                                  |
| Fernando Alonso  | 6º                       | 254                      | 3º (253)                                         | 2º (249)                                         | -                                                |                                                  |
| Fernando Alonso  | 7º                       | 252                      | 4º (250)                                         | 2º (249)                                         | -                                                |                                                  |
| Fernando Alonso  | 8º                       | 250                      | 4º (250)                                         | 2º (249)                                         | -                                                |                                                  |
| Fernando Alonso  | 9º                       | 248                      | 5º (248)                                         | 3º (246)                                         | -                                                |                                                  |
| Fernando Alonso  | 10º                      | 247                      | 6º (246)                                         | 3º (246)                                         | -                                                |                                                  |
| Fernando Alonso  | >10º                     | 246                      | 6º (246)                                         | 3º (246)                                         | 2º (240)                                         |                                                  |
| Mark Webber      | 1º                       | 263                      | 3º (261)                                         |                                                  | -                                                | -                                                |
| Mark Webber      | 2º                       | 256                      | 6º (254)                                         | 2º (249)                                         | -                                                |                                                  |
| Mark Webber      | 3º                       | 253                      | 7º (252)                                         | 2º (249)                                         | -                                                |                                                  |
| Mark Webber      | 4º                       | 250                      | 9º (248)                                         | 2º (249)                                         | -                                                |                                                  |
| Mark Webber      | 5º                       | 248                      | 10º (247)                                        | 3º (246)                                         | -                                                |                                                  |
| Sebastian Vettel | 1º                       | 256                      | 5º (256)                                         | 3º (253)                                         |                                                  | -                                                |
| Sebastian Vettel | 2º                       | 249                      | 9º (248)                                         | 5º (248)                                         | -                                                |                                                  |
| Lewis Hamilton   | 1º                       | 247                      | >10º (246)                                       | 6º (246)                                         | 3º (246)                                         |                                                  |

Il campionato costruttori è stato vinto dalla RBR-Renault, con una gara d'anticipo, nel gran premio precedente, disputato in Brasile.

### Aspetti tecnici
La Bridgestone porta per questo suo ultimo gran premio gomme di tipo supermorbido e medio.

### Aspetti sportivi
Emanuele Pirro e Olivier Panis sono stati nominati, per quest'ultimo gran premio della stagione, commissari aggiunti dalla FIA. Christian Klien viene confermato anche per quest'ultima gara stagionale quale pilota titolare dell'HRT-Cosworth. Fairuz Fauzy sostituisce Heikki Kovalainen alla Lotus-Cosworth nella prima sessione di prove libere del venerdì.

## Prove
Nella prima sessione del venerdì si è avuta questa situazione:
| Pos | Nº | Pilota           | Costruttore      | Tempo    | Gap    | Giri |
| --- | -- | ---------------- | ---------------- | -------- | ------ | ---- |
| 1   | 5  | Sebastian Vettel | RBR-Renault      | 1'42"760 |        | 18   |
| 2   | 2  | Lewis Hamilton   | McLaren-Mercedes | 1'43"369 | +0"609 | 16   |
| 3   | 1  | Jenson Button    | McLaren-Mercedes | 1'43"785 | +1"025 | 19   |

Nella seconda sessione del venerdì si è avuta questa situazione:
| Pos | Nº | Pilota           | Costruttore      | Tempo    | Gap    | Giri |
| --- | -- | ---------------- | ---------------- | -------- | ------ | ---- |
| 1   | 2  | Lewis Hamilton   | McLaren-Mercedes | 1'40"888 |        | 25   |
| 2   | 5  | Sebastian Vettel | RBR-Renault      | 1'41"145 | +0"257 | 28   |
| 3   | 8  | Fernando Alonso  | Ferrari          | 1'41"314 | +0"426 | 29   |

Nella sessione del sabato si è avuta questa situazione:
| Pos | Nº | Pilota           | Costruttore      | Tempo    | Gap    | Giri |
| --- | -- | ---------------- | ---------------- | -------- | ------ | ---- |
| 1   | 5  | Sebastian Vettel | RBR-Renault      | 1'40"696 |        | 18   |
| 2   | 6  | Mark Webber      | RBR-Renault      | 1'40"829 | +0"133 | 15   |
| 3   | 2  | Lewis Hamilton   | McLaren-Mercedes | 1'41"280 | +0"584 | 13   |

## Qualifiche

### Resoconto
Le qualifiche sono caratterizzate da un grande equilibrio tra i vari piloti. In Q1 viene eliminato Sébastien Buemi, assieme ai 6 piloti delle scuderie entrate a inizio stagione. Il miglior tempo è fatto segnare da Fernando Alonso.
In Q2 vanno subito in testa le McLaren, superate poi da Sebastian Vettel. Viene sfiorato il contatto tra Lewis Hamilton e Felipe Massa, con l'inglese che non dà spazio al brasiliano. Viene eliminato Robert Kubica, per la prima volta in stagione non entra in Q3. Miglior tempo di Vettel, davanti a Button.
Nell'ultima parte delle prove nuovamente le Mclaren fanno segnare i migliori tempi. Poi Vettel ottiene il miglior tempo, mentre Alonso rimane dietro le vetture britanniche. Negli ultimi istanti delle qualifiche nessuno migliora i tempi del pilota tedesco, mentre Alonso riesce a inserirsi al terzo posto, Webber invece chiude quinto. Per Vettel 15ª pole, 20ª per la Red Bull. Per la scuderia anglo-austriaca è la 15ª della stagione, record eguagliato per un singolo costruttore in uno stesso anno.

### Risultati
Nella sessione di qualificazione si è avuta la seguente situazione:
| Pos | Nº | Pilota             | Costruttore          | Q1       | Q2       | Q3       | Griglia |
| --- | -- | ------------------ | -------------------- | -------- | -------- | -------- | ------- |
| 1   | 5  | Sebastian Vettel   | RBR-Renault          | 1'40"318 | 1'39"874 | 1'39"394 | 1       |
| 2   | 2  | Lewis Hamilton     | McLaren-Mercedes     | 1'40"335 | 1'40"119 | 1'39"425 | 2       |
| 3   | 8  | Fernando Alonso    | Ferrari              | 1'40"170 | 1'40"311 | 1'39"792 | 3       |
| 4   | 1  | Jenson Button      | McLaren-Mercedes     | 1'40"877 | 1'40"014 | 1'39"823 | 4       |
| 5   | 6  | Mark Webber        | RBR-Renault          | 1'40"690 | 1'40"074 | 1'39"925 | 5       |
| 6   | 7  | Felipe Massa       | Ferrari              | 1'40"942 | 1'40"323 | 1'40"202 | 6       |
| 7   | 9  | Rubens Barrichello | Williams-Cosworth    | 1'40"904 | 1'40"476 | 1'40"203 | 7       |
| 8   | 3  | Michael Schumacher | Mercedes GP          | 1'41"222 | 1'40"452 | 1'40"516 | 8       |
| 9   | 4  | Nico Rosberg       | Mercedes GP          | 1'40"231 | 1'40"060 | 1'40"589 | 9       |
| 10  | 12 | Vitalij Petrov     | Renault              | 1'41"018 | 1'40"658 | 1'40"901 | 10      |
| 11  | 11 | Robert Kubica      | Renault              | 1'41"336 | 1'40"780 | N.D.     | 11      |
| 12  | 23 | Kamui Kobayashi    | BMW Sauber-Ferrari   | 1'41"045 | 1'40"783 | N.D.     | 12      |
| 13  | 14 | Adrian Sutil       | Force India-Mercedes | 1'41"473 | 1'40"914 | N.D.     | 13      |
| 14  | 22 | Nick Heidfeld      | BMW Sauber-Ferrari   | 1'41"409 | 1'41"113 | N.D.     | 14      |
| 15  | 10 | Nicolas Hülkenberg | Williams-Cosworth    | 1'41"015 | 1'41"418 | N.D.     | 15      |
| 16  | 15 | Vitantonio Liuzzi  | Force India-Mercedes | 1'41"681 | 1'41"642 | N.D.     | 16      |
| 17  | 17 | Jaime Alguersuari  | STR-Ferrari          | 1'41"707 | 1'41"738 | N.D.     | 17      |
| 18  | 16 | Sébastien Buemi    | STR-Ferrari          | 1'41"824 | N.D.     | N.D.     | 18      |
| 19  | 18 | Jarno Trulli       | Lotus-Cosworth       | 1'43"516 | N.D.     | N.D.     | 19      |
| 20  | 19 | Heikki Kovalainen  | Lotus-Cosworth       | 1'43"712 | N.D.     | N.D.     | 20      |
| 21  | 24 | Timo Glock         | Virgin-Cosworth      | 1'44"095 | N.D.     | N.D.     | 21      |
| 22  | 25 | Lucas Di Grassi    | Virgin-Cosworth      | 1'44"510 | N.D.     | N.D.     | 22      |
| 23  | 21 | Bruno Senna        | HRT-Cosworth         | 1'45"085 | N.D.     | N.D.     | 23      |
| 24  | 20 | Christian Klien    | HRT-Cosworth         | 1'45"296 | N.D.     | N.D.     | 24      |

Con i tempi in grassetto sono visualizzate le migliori prestazioni in Q1, Q2 e Q3.

## Gara

### Resoconto
Sebastian Vettel mantiene la prima posizione alla partenza, seguito da Lewis Hamilton e Jenson Button, che alla prima curva ha superato Fernando Alonso. Nel corso del primo giro, alla staccata della curva 6 Michael Schumacher è autore di un testacoda; resta in mezzo alla pista e viene centrato dalla vettura di Vitantonio Liuzzi, che gli sfiora il casco. È necessaria l'entrata della safety car, che guida il gruppo per 5 giri. Le vetture quando tornano nel luogo dell'incidente nei giri dietro la vettura di sicurezza non passano sulla pista utilizzata dalla gara ma si servono di una variante esterna.
Durante questi giri molti piloti si fermano a cambiare le gomme, tra cui Vitalij Petrov e Nico Rosberg. Alla ripartenza Robert Kubica passa Adrian Sutil portandosi così al nono posto. Nei giri seguenti Vettel imprime un ritmo veloce alla gara, che il solo Hamilton è in grado di reggere. Dietro c'è Button, seguito da Alonso e Webber. L'australiano con la ruota esterna destra colpisce le barriere ma può proseguire; tuttavia al giro 11 il box della Red Bull lo richiama per il cambio gomme in via precauzionale. A causa della perdita di circa 22 secondi per il cambio gomme e il transito in corsia box, l'australiano si trova ora in 16ª posizione.
Al giro 13, pit-stop per Massa, che però si ritrova sedicesimo, dietro a Jaime Alguersuari, senza essere in grado di passarlo. Nonostante un buon ritmo del pilota spagnolo della Ferrari, che sta lentamente guadagnando sul leader della corsa, il muretto del cavallino, temendo un sorpasso di Webber ai danni di Alonso nell'effettuazione del pit-stop, richiama l'asturiano ai box al giro numero 15. Il pilota della Rossa rientra in pista davanti alla Red Bull numero 6, ma in 12ª posizione. Lo spagnolo nei giri seguenti colma il piccolo gap su Petrov, ma non trova lo spunto per sorpassarlo. Tra i giri 23 e 24 vanno ai box prima Hamilton poi Vettel, ma il britannico, anche rallentato da Kobayashi e Kubica che l'hanno sopravanzato durante il pit-stop, non riesce a sopravanzare Vettel; in testa alla gara ora c'è Button. Kubica intanto passa Kobayashi e si installa al terzo posto.
Nei giri seguenti Hamilton mette pressione a Kubica ma senza passare, mentre Vettel recupera gradualmente su Button. Nelle retrovie Alonso è sempre fermato da Petrov, pur migliorando la sua posizione grazie al pit-stop di chi ancora non si è fermato. L'asturiano, dovendo raggiungere la quarta posizione, si trova costretto a sopravanzare, oltre a Petrov, anche Rosberg. Al 39º giro è il turno di Button, che rientra dietro Hamilton. Ora è nuovamente Vettel a comandare la corsa. Pochi giri dopo è Kubica a cambiare le gomme, ma grazie al buon margine sugli inseguitori può rientrare in pista sesto.
Vettel vince così la gara, davanti alle due McLaren di Hamilton e Button. Alonso è solo settimo, Webber ottavo. Il tedesco della Red Bull diventa così il più giovane campione del mondo piloti nella storia della Formula 1, a 23 anni, 4 mesi e 11 giorni. Inoltre, diviene campione del mondo dopo essere stato in testa alla classifica solo all'ultima gara della stagione, come John Surtees nel 1964 e James Hunt nel 1976.

### Risultati
I risultati del gran premio sono i seguenti:
| Pos | N° | Pilota             | Team                 | Giri | Tempo/Ritiro                | Griglia | Punti |
| --- | -- | ------------------ | -------------------- | ---- | --------------------------- | ------- | ----- |
| 1   | 5  | Sebastian Vettel   | RBR-Renault          | 55   | 1h39'36"837                 | 1       | 25    |
| 2   | 2  | Lewis Hamilton     | McLaren-Mercedes     | 55   | +10"162                     | 2       | 18    |
| 3   | 1  | Jenson Button      | McLaren-Mercedes     | 55   | +11"047                     | 4       | 15    |
| 4   | 4  | Nico Rosberg       | Mercedes GP          | 55   | +30"747                     | 9       | 12    |
| 5   | 11 | Robert Kubica      | Renault              | 55   | +39"026                     | 11      | 10    |
| 6   | 12 | Vitalij Petrov     | Renault              | 55   | +43"520                     | 10      | 8     |
| 7   | 8  | Fernando Alonso    | Ferrari              | 55   | +43"797                     | 3       | 6     |
| 8   | 6  | Mark Webber        | RBR-Renault          | 55   | +44"243                     | 5       | 4     |
| 9   | 17 | Jaime Alguersuari  | STR-Ferrari          | 55   | +50"201                     | 17      | 2     |
| 10  | 7  | Felipe Massa       | Ferrari              | 55   | +50"868                     | 6       | 1     |
| 11  | 22 | Nick Heidfeld      | BMW Sauber-Ferrari   | 55   | +51"551                     | 14      |       |
| 12  | 9  | Rubens Barrichello | Williams-Cosworth    | 55   | +57"686                     | 7       |       |
| 13  | 14 | Adrian Sutil       | Force India-Mercedes | 55   | +58"325                     | 13      |       |
| 14  | 23 | Kamui Kobayashi    | BMW Sauber-Ferrari   | 55   | +59"558                     | 12      |       |
| 15  | 16 | Sébastien Buemi    | STR-Ferrari          | 55   | +1'03"178                   | 18      |       |
| 16  | 10 | Nico Hülkenberg    | Williams-Cosworth    | 55   | +1'04"763                   | 15      |       |
| 17  | 19 | Heikki Kovalainen  | Lotus-Cosworth       | 54   | +1 giro                     | 20      |       |
| 18  | 25 | Lucas Di Grassi    | Virgin-Cosworth      | 53   | +2 giri                     | 22      |       |
| 19  | 21 | Bruno Senna        | HRT-Cosworth         | 53   | +2 giri                     | 23      |       |
| 20  | 20 | Christian Klien    | HRT-Cosworth         | 53   | +2 giri                     | 24      |       |
| 21  | 18 | Jarno Trulli       | Lotus-Cosworth       | 51   | Alettone posteriore         | 19      |       |
| Rit | 24 | Timo Glock         | Virgin-Cosworth      | 43   | Cambio                      | 21      |       |
| Rit | 3  | Michael Schumacher | Mercedes GP          | 0    | Collisione con V.Liuzzi     | 8       |       |
| Rit | 15 | Vitantonio Liuzzi  | Force India-Mercedes | 0    | Collisione con M.Schumacher | 16      |       |

## Classifiche Mondiali

### Piloti
| Pos | Pilota             | Punti |
| --- | ------------------ | ----- |
| 1   | Sebastian Vettel   | 256   |
| 2   | Fernando Alonso    | 252   |
| 3   | Mark Webber        | 242   |
| 4   | Lewis Hamilton     | 240   |
| 5   | Jenson Button      | 214   |
| 6   | Felipe Massa       | 144   |
| 7   | Nico Rosberg       | 142   |
| 8   | Robert Kubica      | 136   |
| 9   | Michael Schumacher | 72    |
| 10  | Rubens Barrichello | 47    |
| 11  | Adrian Sutil       | 47    |
| 12  | Kamui Kobayashi    | 32    |
| 13  | Vitalij Petrov     | 27    |
| 14  | Nicolas Hülkenberg | 22    |
| 15  | Vitantonio Liuzzi  | 21    |
| 16  | Sébastien Buemi    | 8     |
| 17  | Pedro de la Rosa   | 6     |
| 18  | Nick Heidfeld      | 6     |
| 19  | Jaime Alguersuari  | 5     |

### Costruttori
| Pos | Team                 | Punti |
| --- | -------------------- | ----- |
| 1   | RBR-Renault          | 498   |
| 2   | McLaren-Mercedes     | 454   |
| 3   | Ferrari              | 396   |
| 4   | Mercedes GP          | 214   |
| 5   | Renault              | 163   |
| 6   | Williams-Cosworth    | 69    |
| 7   | Force India-Mercedes | 68    |
| 8   | BMW Sauber-Ferrari   | 44    |
| 9   | STR-Ferrari          | 13    |